# لودميلا بوتينا

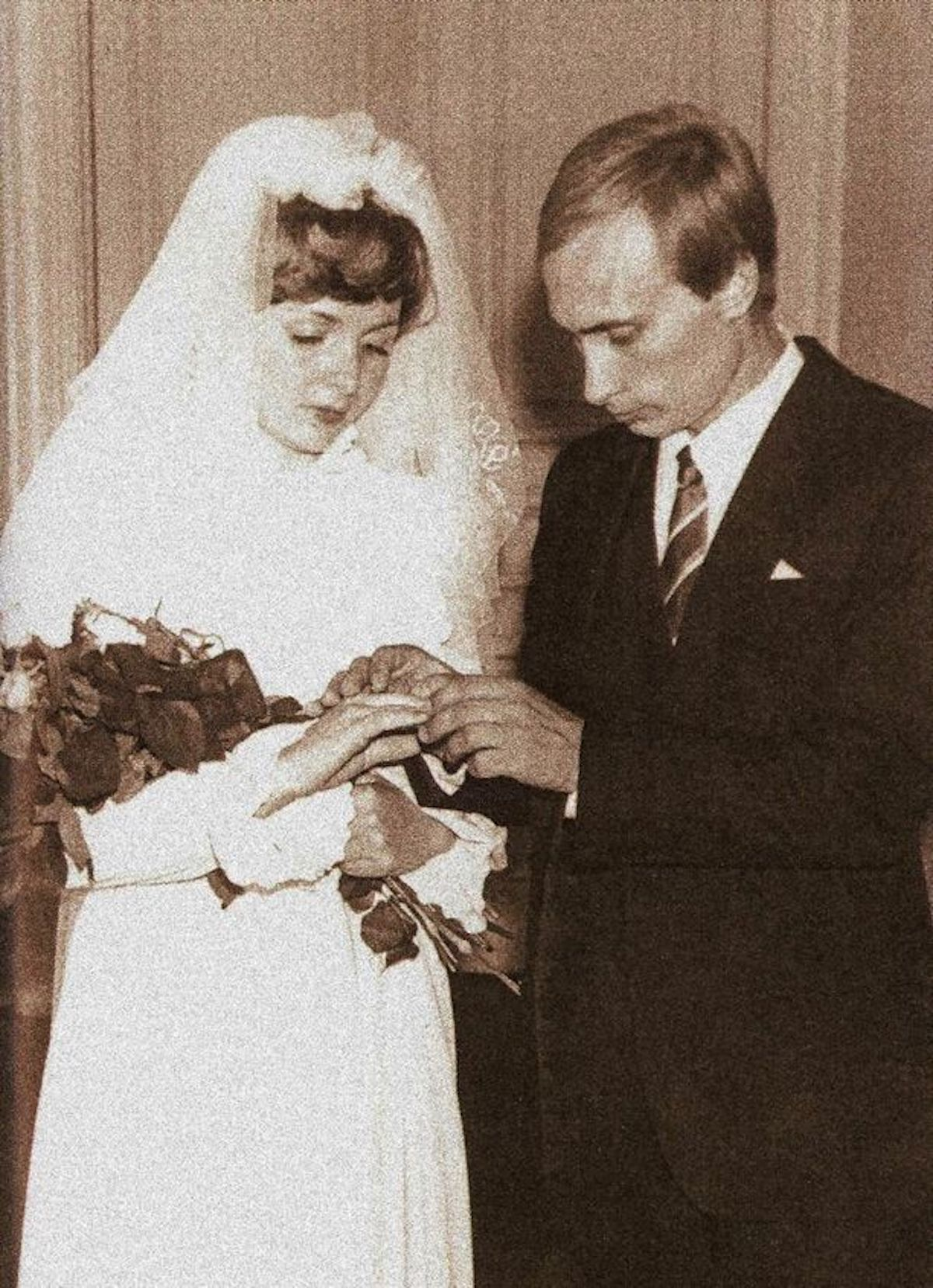
صورة زفاف لودميلا وفلادمير بوتين في 28 تموز 1983

لودميلا أليكساندروفنا بوتينا (بالروسية: Людмила Александровна Путина) ولدت في 6 يناير، 1958 في ليننغراد، في الاتحاد السوفيتي سابقًا. هي الزوجة السابقة للرئيس الروسي فلاديمير بوتين. عملت في صباها مُضيفة طيران في رحلات محلية في كالينينغراد (لينينغراد سابقًا) أو سانت بطرسبرغ حاليًا، تخرجت عام 1986 في علم فقه اللغة واللغة الإسبانية من جامعة لينينغراد، وما بين سنتي 1990 و1994 قامت بدراسة اللغة الألمانية.

## زواجها
تزوجت من فلاديمير بوتين في 28 يوليو 1983. وأنجبا كل من ماريا (1985) وكاترينا (1986). وارتادت الفتاتان المدرسة الألمانية في موسكو إلى أن تولى بوتين الرئاسة عام 1999.

## حادث كالينينغراد
في عام 1993 وتحديدا في مسقط راسها مدينة كالينينغراد تعرضت لحادث سيارة خطير هدد حياتها وخرجت منه بجروح خطرة، وبعد هذه الحادثة أصبحت من طائفة الأرثوذكس.

## انفصالها عن بوتين
في عام 2014 صرّح الرئيس الروسي فلاديمير بوتين عن انفصاله من زوجته لودميلا بوتينا نهائيًا بعد استمرار زواجهما لمدة ثلاثين عامًا ، وتعود الاسباب الي انشغاله بالرئاسة وانشغالها بعملها وأنهم لا يرون بعضهم إلا قليلًا.

## الوصلات الخارجية
بوتين يعلن انفصاله عن زوجته لودميلا بوتينا بعد 30